# 1922-es indianapolisi 500
A 10. alkalommal megrendezett Indianapolisi 500 mérföldes versenyt 1922. május 30-án rendezték meg.
| Helyezés | Rajthely | Rajtszám | Versenyző         | Qual    | Rank | Körök száma | Élen | Kiesés oka     |
| -------- | -------- | -------- | ----------------- | ------- | ---- | ----------- | ---- | -------------- |
| 1        | 1        | 35       | Jimmy Murphy      | 100.500 | 1    | 200         | 153  | Running        |
| 2        | 2        | 12       | Harry Hartz       | 99.970  | 2    | 200         | 42   | Running        |
| 3        | 23       | 15       | Eddie Hearne      | 95.600  | 13   | 200         | 0    | Running        |
| 4        | 3        | 17       | Ralph DePalma     | 99.550  | 3    | 200         | 0    | Running        |
| 5        | 14       | 31       | Ora Haibe         | 92.900  | 18   | 200         | 0    | Running        |
| 6        | 7        | 24       | Jerry Wonderlich  | 97.760  | 7    | 200         | 0    | Running        |
| 7        | 13       | 21       | I. P. Fetterman   | 93.280  | 17   | 200         | 0    | Running        |
| 8        | 9        | 1        | Ira Vail          | 96.750  | 10   | 200         | 0    | Running        |
| 9        | 12       | 26       | Tom Alley         | 94.050  | 16   | 200         | 0    | Running        |
| 10       | 17       | 10       | Joe Thomas        | 88.800  | 21   | 200         | 0    | Running        |
| 11       | 16       | 3        | Cannonball Baker  | 89.600  | 20   | 200         | 0    | Running        |
| 12       | 11       | 34       | Cliff Durant      | 95.850  | 12   | 200         | 0    | Running        |
| 13       | 19       | 22       | W. Douglas Hawkes | 81.900  | 26   | 200         | 0    | Running        |
| 14       | 21       | 18       | C. Glenn Howard   | 83.900  | 25   | 160         | 0    | Flagged        |
| 15       | 18       | 25       | Wilbur D'Alene    | 87.800  | 22   | 160         | 0    | Flagged        |
| 16       | 8        | 9        | Frank Elliott     | 97.750  | 8    | 195         | 0    | Rear axle      |
| 17       | 15       | 27       | L. L. Corum       | 89.650  | 19   | 169         | 0    | Engine trouble |
| 18       | 27       | 19       | Jack Curtner      | —       | —    | 165         | 0    | Engine trouble |
| 19       | 5        | 5        | Ralph Mulford     | 99.200  | 5    | 161         | 0    | Rod            |
| 20       | 10       | 7        | Peter DePaolo     | 96.200  | 11   | 110         | 3    | Crash T3       |
| 21       | 25       | 6        | Art Klein         | 87.150  | 23   | 105         | 0    | Rod            |
| 22       | 4        | 4        | Leon Duray        | 99.250  | 4    | 94          | 2    | Axle           |
| 23       | 6        | 2        | Roscoe Sarles     | 98.000  | 6    | 88          | 0    | Rod            |
| 24       | 24       | 8        | Tommy Milton      | 94.400  | 15   | 44          | 0    | Gas tank       |
| 25       | 22       | 14       | Jules Goux        | 96.950  | 9    | 25          | 0    | Axle           |
| 26       | 20       | 23       | Jules Ellingboe   | 95.500  | 14   | 25          | 0    | Crash T4       |
| 27       | 26       | 16       | Howdy Wilcox      | 86.100  | 24   | 7           | 0    | Valve spring   |